# Русская самоуправляющаяся трудовая колония
Русская самоуправляющаяся трудовая колония (РСТК) — форма автономии русского населения в Тувинской Народной (Аратской) республике (ТНР). 
Создание РСТК было утверждено 15 августа 1921 Всетувинским учредительным Хуралом. Её правовое положение регламентировалось «Положением о местном самоуправлении русской колонии в Урянхае» от 13 февраля 1922, ратифицированным правительствами РСФСР и ТНР в июле 1922. 
Высший орган власти РСТК — съезд, избиравший исполком колонии, местные советы. На территории РСТК насчитывалось сначала 10, а затем 5 советов. 
РСТК объединяло до 12 тысяч русских жителей ТНР. На территории колонии имелось 33 русских школы с 2 тысячами учащихся (1925 год). 
Колония располагала собственным СМИ — газетой «Красный пахарь» (1925—1931 гг.). 
С 1926 началось поэтапное подчинение РСТК юрисдикции ТНР. РСТК была расформирована в 1932 году. Ей на смену пришли комитеты советских граждан в ТНР.

## Источники

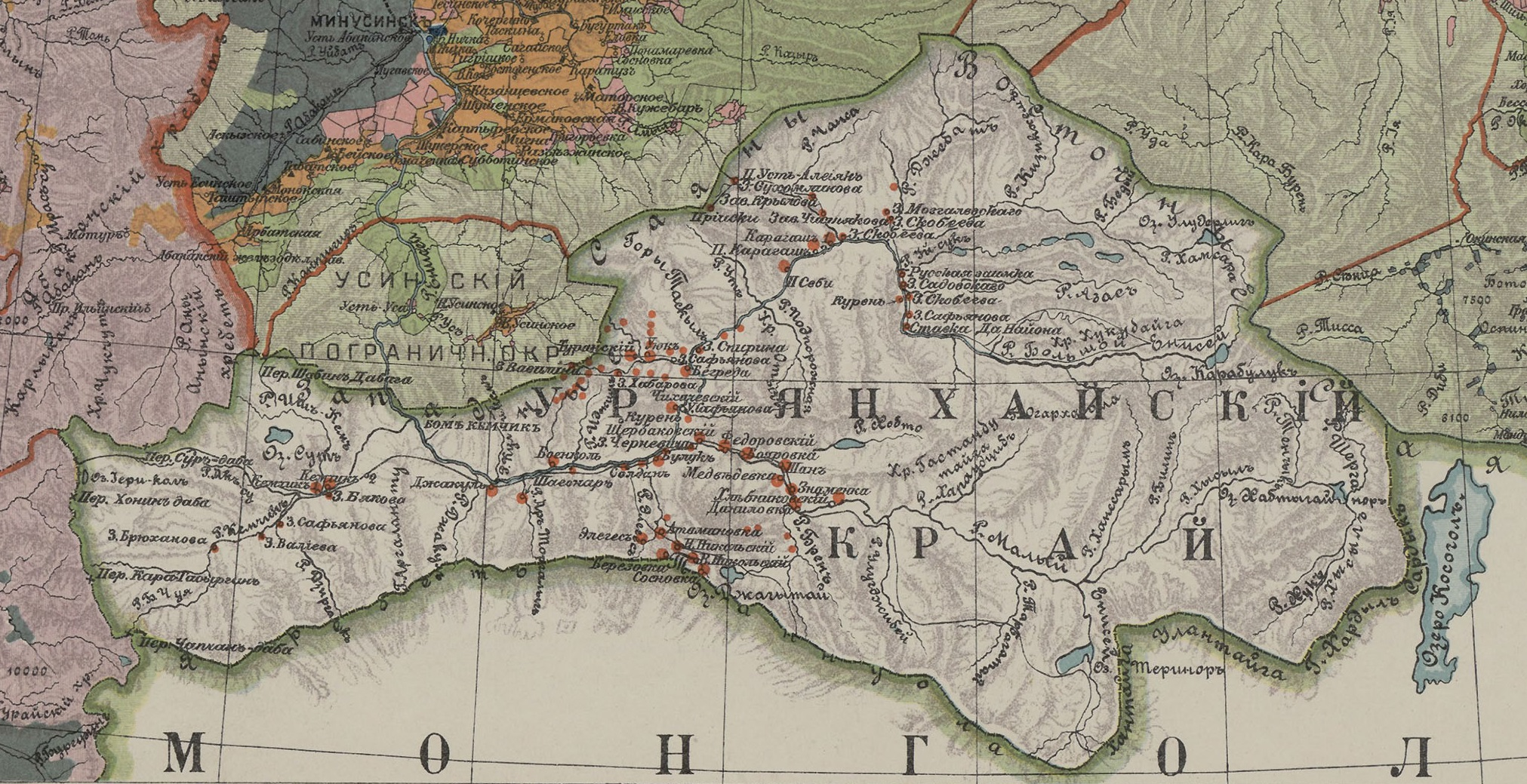
"Русские заимки и селения в Урянхайском крае" на 1914 г., впоследствии составившие РСТК